# Edmund von Schumacher
Edmund von Schumacher (Napels, 12 augustus 1859 - Luzern, 21 maart 1916) was een Zwitsers jurist en politicus uit het kanton Luzern.

## Biografie

### Afkomst en opleiding
Edmund von Schumacher was een zoon van Felix von Schumacher en broer van Felix von Schumacher. Hij was gehuwd met Antonia Anna Müller, een dochter van Karl Emanuel Müller. Na zijn schooltijd in Luzern studeerde hij rechten in Straatsburg, München en Zürich en behaalde hij een doctoraat.

### Carrière
Vervolgens volgde von Schumacher een stage bij Josef Zemp. Later werd hij griffier bij de kantonnale rechtbank en vanaf 1886 kanselier. Daarnaast was hij directeur van de staalfabriek Von Moos en de Centralschweizerische Kraftwerke in Luzern.
Van 1888 tot 1908 zetelde von Schumacher in de Regeringsraad van Luzern, waar hij bevoegd was voor Justitie. Nadien was hij van 2 december 1895 tot 30 augustus 1908 lid van de Kantonsraad. Hij stond aan het hoofd van de krant Vaterland.
Van 1904 tot 1905 was hij lid van de door koning Leopold II van België opgerichte internationale onderzoekscommissie omtrent de Onafhankelijke Congostaat.

## Trivia
- In het Zwitserse leger had hij de graad van kolonel.

- Base de données des élites suisses: 93352
- Gemeinsame Normdatei: 1051630398
- Historisch woordenboek van Zwitserland: 004201
- Virtual International Authority File: 308728799
- WorldCat: E39PBJjt8wk3fF3CVrrrVMtdwC